# BUSTER KEEL!
《BUSTER KEEL!》（バスターキール!）是坂本憲司郎的日本漫畫作品，連載於講談社的少年連載雜誌《月刊少年Rival》的奇幻格鬥漫畫。

## 故事
格鬥家基爾為了找尋世界第一的大魔獸使者席巴而旅行，在三年間不斷的四處找尋，終於找到席巴居住的城市，但施華已經離開城市，只餘下他的徒弟少女魔獸使者拉維及魔獸密比。夢想成為冒險家的拉維及想回復原來的身體的基爾，利害一致的兩人與一隻魔獸一起展開找尋席巴的旅程。

## 登場人物

### BUSTER KEEL
基爾
性格鲁莽的野孩子，是一個使用「無雙流」的格鬥家。3年間一直懷著恨意地找尋席巴，因為基爾的真正身份就是被席巴打倒的S級魔獸「龍猿（Dragon Ape）」。席巴利用魔法將基爾變成人類，為了回復原來的身體而一直找尋著席巴。現在拉維可以彈奏一部分解封的曲子，使右手腕暫時回復。喜歡吃香蕉(尤其是香蕉聖代)，而勝利詞是「Funky」。
- 無雙流

- 煙韌全開‧爆彈丸
- 爆擊無雙
- 牙砲
- 爆牙砲

拉維
使用吉他輔助魔獸的魔獸使者，並以她旋律魔法的老師席巴為目標。遇到基爾之前都是一邊演唱表演一邊賺取旅費，遇到基爾之後就真正開始冒險家的旅程。她的潛能很高，席巴彈過的曲子只要她聽過都能記下。在隊伍中負責挖苦的角色。遇到有困難的人一定會幫忙的性格。
- 旋律魔法

- Fire soul
- Cool down
- Sylph wind
- Fairy sleep
- 妖精的話

普魯
性格冷靜的青年。使用斧劍及水屬性魔法的魔法戰士。從冒險家協會取得「水靈鬼」稱號的實力者。真正身份是水鬼，取下耳環就能回復原本的樣子。為了打倒毀滅了一族的黑切而旅行。弱點是對交通工具會晕浪，勝利詞是「Bingo」。
- 水魔法

- 水月
- 水鐵炮
- 滿月水
- 時雨月
- 水星

密比
本名為「密西西比寺本」。拉維的拍擋，是一隻F級的魔獸。只要拉維彈奏旋律魔術就能吐出火焰。喜歡吃洋芋片，句尾會加上「噗（プォ）」。
- 大炎槍

### 其他
席巴
是一個魔獸使者，亦是拉維的魔法老師。利用「失傳的旋律魔法」及「封人歌」把基爾變成人類。
- 旋律魔法

- 封人歌

白
跟在席巴的師父─茱蒂身邊的魔獸。平日外表是個老人，真面目是“白龍”。擁有讀心術的能力，因此和其他的魔獸合不來。只有朱蒂肯接納他，因此便決定跟在朱蒂身邊。個性親切友善，運用豐富的經驗協助拉維一行人；並將的「封人歌」的樂譜交給拉維。和基爾的師傅─莎拉是舊識。
- 龍人變化
- 白聖火

## 漫畫
| 冊數 | 發售日期(日本) | 發售日期(香港) | ISBN(日本)             | ISBN(香港)             |
| ---- | -------------- | -------------- | ---------------------- | ---------------------- |
| 1    | 2009年3月4日   | 2010年3月      | ISBN 978-4-06-380034-0 | ISBN 978-988-8030-84-2 |
| 2    | 2009年6月4日   | -              | ISBN 978-4-06-380053-1 | -                      |
| 3    | 2009年10月2日  | -              | ISBN 978-4-06-380069-2 | -                      |
| 4    | 2010年2月4日   | -              | ISBN 978-4-06-380090-6 | -                      |

## 外部連結
- BUSTER KEEL! | 講談社Comic Plus（日語）